# Ernst Ludwig von Kannacher
Ernst Ludwig von Kannacher (* 1695/1696 in Preußen; † 10. November 1765 in Berlin) war ein preußischer Generalmajor, Chef des Infanterie-Regiments Nr. 30 und Träger des Ordens „Pour le Mérite“. Zudem war er Drost von Goch und Sennep sowie Amtshauptmann von Alt Ruppin und Fehrbellin.

## Leben
Er trat 1711 in preußische Dienst und kam zum Regiment „Dönhoff“ Nr. 2. Er wurde am 4. August 1721 Fähnrich und am 17. August 1726 Secondeleutnant. 1730 versetzte in König Friedrich Wilhelm I. als Premierleutnant zum Regiment „Thile“ Nr. 30. Er wurde dort Hauptmann, 1741 Major und 1745 Oberstleutnant. Nach der Schlacht bei Kesselsdorf erhielt er den Pour le Mérite.
Am 5. Januar 1746 erhielt er die Drostei Goch im Herzogtum Kleve. Am 24. Mai 1747 wurde er Oberst und im Januar 1757 Generalmajor. Er bekam vom König das Regiment Nr. 30 und wurde dort Chef. Im Siebenjährigen Krieg wurde er am 7. September 1757 im Gefecht von Moysberg von den Österreichern gefangen genommen, aber bald wieder ausgetauscht. Er bat um seine Entlassung, die er 1759 erhielt und dazu eine Pension von 1000 Talern. Er starb 1765, nach manchen Quellen bereits 1760.
Er war seit 1759 mit Sabine Hedwig von Thile (1719–1791), einer Tochter seines ehemaligen Kommandeurs Martin von Thile verheiratet.